# ジェームズシティ郡 (バージニア州)
ジェームズ・シティ郡（James City County、元County of James City）は、アメリカ合衆国バージニア州のバージニア半島に位置する郡である。ここの人口は67,009人（2010年）であり、郡庁所在地はウィリアムズバーグである。
イギリスによる北米最初の恒久的植民地ジェームズタウンはこの郡内のジェームズ川岸に位置していた。現在、その跡地は国定史跡歴史的ジェームズタウンとなっている。
かつてジェームズタウンから遷都され二番目にバージニア植民地の首都となったウィリアムズバーグは、同郡の北東に隣接している（かつては同郡の一部であった）。また、アメリカ独立戦争でアメリカ軍の勝利を決定付けたヨークタウンの戦いが行われたヨークタウンのあるヨーク郡は、同郡の東に隣接している。これら、ジェームズタウン、ウィリアムズバーグ、ヨークタウンは、コロニアル・パークウェイで結ばれ、歴史的三角形を形成している。

## 歴史
ウィリアムズバーグは1884年にジェームズシティ郡から独立市になった。しかしながら、ここは今でもジェームズシティ郡の郡都であり、それらは教育システム、裁判所、及びいくつかの立法公務員を共有している。

## 地理
アメリカ合衆国統計局によると、この郡は総面積465 km2 (180 mi2) である。このうち370 km2 (143 mi2) が陸地で95 km2 (37 mi2) が水地域である。総面積の20.47%は水地域となっている。
同郡の北にはヨーク川、南にはジェームズ川が流れている。これらの川に挟まれた陸地はバージニア半島を形成している。

## 人口動勢
2000年国勢調査で、この郡は人口48,102人、19,003世帯、及び13,986家族が暮らしている。人口密度は130/km2 (337/mi2) である。56/km2 (145/mi2) の平均的な密度に20,772軒の住宅が建っている。この郡の人種的な構成は白人82.05%、アフリカン・アメリカン14.37%、先住民0.28%、アジア1.46%、太平洋諸島系0.05%、その他の人種0.44%、及び混血1.36%である。人口の1.70%はヒスパニックまたはラテン系である。
この郡内の住民は23.30%が18歳未満の未成年、18歳以上24歳以下が6.40%、25歳以上44歳以下が27.30%、45歳以上64歳以下が26.10%、及び65歳以上が16.80%にわたっている。中央値年齢は41歳である。女性100人ごとに対して男性は93.90人である。18歳以上の女性100人ごとに対して男性は91.00人である。
この郡の世帯ごとの平均的な収入は55,594米ドルであり、家族ごとの平均的な収入は66,171米ドルである。男性は43,339米ドルに対して女性は27,016米ドルの平均的な収入がある。この郡の一人当たりの収入 (per capita income) は29,256米ドルである。人口の6.40%及び家族の4.10%は貧困線以下である。全人口のうち18歳未満の7.30%及び65歳以上の4.80%は貧困線以下の生活を送っている。

### 自治体
- James City County（英語版）
- Williamsburg-James City County Public Schools（英語版）

### 政党
- James City County Democratic Committee（英語版）
- James City County Republican Committee（英語版）

### アトラクション
- Colonial Williamsburg Foundation（英語版）